# Richard Lumley, 1. hrabě ze Scarborough
Richard Lumley, 1. hrabě ze Scarborough (Richard Lumley, 1st Earl of Scarborough, 2nd Viscount Lumley of Waterford, 2nd Baron Lumley) (1650 – 17. prosince 1721, Londýn, Anglie) byl anglický generál a státník. Původně působil ve službách Stuartovců, později se vzdal katolické víry, aktivně podpořil slavnou revoluci a nástup Viléma Oranžského. Díky tomu dosáhl vysokých hodností v armádě a státní správě, v roce 1690 získal titul hraběte ze Scarborough. Za vlády královny Anny musel odejít do soukromí, ale po nástupu hannoverské dynastie znovu získal vliv a stal se členem vlády.
Pocházel ze starobylého šlechtického rodu, byl vnukem Richarda Lumleye, 1. vikomta Lumleye (1589–1663), který byl účastníkem občanské války na straně Karla I. Jako dítě zdědil titul vikomta Lumleye (1663), který platil pouze pro Irsko, přijal katolickou víru a absolvoval kavalírskou cestu po Evropě. V roce 1679 doprovázel vévodu z Yorku na cestě po Skotsku, jako dobrovolník se zúčastnil expedice do Tangeru. V letech 1680–1682 byl nejvyšším štolbou královny Kateřiny, později jejím pokladníkem (1684–1685). Mezitím v roce 1681 získal anglický titul barona Lumleye a stal se členem Sněmovny lordů.

## Kariéra po Slavné revoluci
Po nástupu Jakuba II. se ve Sněmovně lordů přihlásil k protestantské víře, později byl jedním ze signatářů dopisu, který vyzval Viléma Oranžského k převzetí vlády v Anglii. Jako aktivní účastník slavné revoluce dosáhl dalšího vzestupu, v roce 1689 byl povýšen na vikomta, jmenován královským komořím, stal se členem Tajné rady a členem výboru Tajné rady pro obchod a kolonie (1689–1696), získal také úřady místodržitele v hrabstvích Durham (1689–1712) a Northumberland (1689–1712). Souběžně nadále sloužil v armádě a v letech 1689–1699 byl plukovníkem elitních sborů jezdectva, zúčastnil se bitvy u Boyne, dosáhl hodností generálmajora (1692) a generálporučíka (1694). Na počátku války o španělské dědictví byl krátce vrchním velitelem armády (1701), v roce 1706 členem komise pro sjednání anglicko–skotské unie. Později byl za královny Anny donucen k odchodu do ústraní a byl zbaven svých úřadů.
Po smrti královny Anny byl členem místodržitelského sboru (1714), s nástupem Jiřího I. dosáhl navrácení některých ztracených postů (místodržitel v Northumberlandu 1715–1721). Byl též členem vlády jako lord kancléř vévodství lancasterského (1716–1717), od roku 1717 byl vicepokladníkem pro Irsko.

## Rodina
S manželkou Frances Jones (1664–1722) měl čtyři děti. Dcera Mary (1690–1726) byla manželkou dvořana 1. hraběte z Halifaxu. Nejstarší syn Henry Lumley, vikomt Lumley (1685–1710), sloužil v armádě a byl členem Dolní sněmovny, zemřel předčasně na neštovice. Hraběcí titul pak postupně zdědili dva mladší synové, Richard (1688–1740) a Thomas (1691–1752). Další synové John (1703–1739) a James (1706–1766) sloužili v armádě, zastávali nižší funkce u dvora a zasedali v Dolní sněmovně.